# Qorqorūk-e Soflá
Qorqorūk-e Soflá (persiska: قرقروک پائین, Qorqorūk-e Pā’īn, قرقروک سفلی) är en ort i Iran.   Den ligger i provinsen Khorasan, i den nordöstra delen av landet, 800 km öster om huvudstaden Teheran. Qorqorūk-e Soflá ligger 1 086 meter över havet och antalet invånare är 312.
Terrängen runt Qorqorūk-e Soflá är platt åt nordväst, men åt sydost är den kuperad. Runt Qorqorūk-e Soflá är det ganska glesbefolkat, med 42 invånare per kvadratkilometer. Närmaste större samhälle är Kāl Chūqūkī, 17,1 km nordväst om Qorqorūk-e Soflá. Trakten runt Qorqorūk-e Soflá består i huvudsak av gräsmarker.